# ハ51 (エンジン)
ハ51は、第二次世界大戦後期に日立航空機が開発試作した航空機用空冷星型エンジンである。
大馬力を達成するために空冷星型複列22気筒という珍しい形式を採用しており、計画出力は2,500～3,000馬力であった。試作機による試運転が行われたが問題が多発し、1945年（昭和20年）4月の空襲により開発が中止された。
製作数は4基。

## 概要
ハ51はハ50と同様に空冷複列星型22気筒を採用しているが、強制冷却ファンを装備した点が異なる。本エンジンの開発に際しハ45を基にしたとする証言があるほか、気筒の設計が内径130 mmで行程が150 mmであり、これは栄系列のエンジン設計の影響が見られる。エンジン寸法も、ハ50の直径1,445 mm、全長2,400 mmに比較し、直径1,280 mm、全長1,800 mmと小型である。ハ51の離昇出力は2,450馬力を想定した。ハ50の離昇出力は3,300馬力を狙っており、これに比べてハ51は小型であるぶん出力が小さい。乾燥重量は1,000 kgである。
4機のエンジンが試作されたものの、陸軍側の評価によれば不完全なエンジンの設計に起因して運転試験は非常に不調であり、予備試験段階を出ることができなかった。合計約100時間のテスト運転で判明した不具合には以下が含まれる。
- 減速ギアピニオン破壊
- 過給器インペラ破壊
- カムプレート機能不全
- 過給器ベアリング機能不全
- 冷却ファン駆動機構破壊
- 潤滑油の漏洩、または噴出

ただしこれらは複列22気筒という形状選択による不具合ではなかった。

## 主要諸元

### ハ51
- タイプ：空冷二重星型22気筒
- ボア×ストローク：130.0 mm×150.0 mm
- 排気量：43.8 L
- 全長：1,800 mm
- 直径：1,280 mm
- 乾燥重量：1,000 kg
- 過給機：
- 離昇出力
  - 2,450 hp/3,000 rpm
- 公称馬力
  - 2,400 hp/3,000 rpm（高度 2,000 m）

数値は以下の文献による。